# بنی صاف
بنی صاف (به عربی: بنی صاف) یک شهرداری در الجزایر است که در استان عین تموشنت واقع شده‌است. بنی صاف ۶۱٫۳ کیلومتر مربع مساحت و ۴۳٬۸۰۲ نفر جمعیت دارد.